# Wei Chun-heng
Wei Chun-heng (chiń. 魏均珩); ur. 6 lipca 1994) – chiński łucznik z Tajwanu, wicemistrz olimpijski z Tokio 2020 i wicemistrz świata.

## Wyniki
| Impreza             | Rok   | Miejsce            | Konkurencja   | Pozycja |                      |      |                |               |     |
| ------------------- | ----- | ------------------ | ------------- | ------- | -------------------- | ---- | -------------- | ------------- | --- |
| Impreza             | Rok   | Miejsce            | Konkurencja   | Pozycja | Igrzyska olimpijskie | 2016 | Rio de Janeiro | indywidualnie | 17. |
| drużynowo           | 9.    |                    |               |         | Igrzyska olimpijskie | 2016 | Rio de Janeiro |               |     |
| 2020                | Tokio | indywidualnie      | 17.           |         | Igrzyska olimpijskie |      |                |               |     |
| 2020                | Tokio | drużynowo          | srebro        |         | Igrzyska olimpijskie |      |                |               |     |
| Mistrzostwa świata  | 2017  | Meksyk             | indywidualnie | srebro  |                      |      |                |               |     |
| Mistrzostwa świata  | 2017  | Meksyk             | drużynowo     | 9.      |                      |      |                |               |     |
| Mistrzostwa świata  | 2017  | Meksyk             | mikst         | 9.      |                      |      |                |               |     |
| Mistrzostwa świata  | 2019  | 's-Hertogenbosch   | indywidualnie | 17.     |                      |      |                |               |     |
| Mistrzostwa świata  | 2019  | 's-Hertogenbosch   | drużynowo     | 8.      |                      |      |                |               |     |
| Mistrzostwa świata  | 2021  | Yankton            | indywidualnie | 17.     |                      |      |                |               |     |
| Mistrzostwa świata  | 2021  | Yankton            | drużynowo     | brąz    |                      |      |                |               |     |
| Mistrzostwa świata  | 2021  | Yankton            | mikst         | 5.      |                      |      |                |               |     |
| Igrzyska azjatyckie | 2018  | Dżakarta-Palembang | indywidualnie | 8.      |                      |      |                |               |     |
| Igrzyska azjatyckie | 2018  | Dżakarta-Palembang | drużynowo     | złoto   |                      |      |                |               |     |